# Древеник (Словения)
Вижте пояснителната страница за други значения на Древеник.
Древеник (на словенски: Drevenik) е село в Словения, Савински регион, община Рогашка Слатина. Според Националната статистическа служба на Република Словения през 2002 г. селото има 67 жители.